# Neosothes bicarinatus
Neosothes bicarinatus is een keversoort uit de familie klopkevers (Anobiidae). De wetenschappelijke naam van de soort is voor het eerst geldig gepubliceerd in 1967 door White.